# UNMISS

Embleem van de Verenigde Naties

De United Nations Mission in the Republic of South Sudan (UNMISS) werd opgericht 9 juli 2011 middels resolutie 1996 van de Veiligheidsraad van de Verenigde Naties en volgde UNMIS op. De resolutie volgde op de onafhankelijkheid van Zuid-Soedan, dat zich afsplitste van Soedan op 9 juli 2011. De UNMISS VN-vredesmacht zal bestaan uit 7000 militairen en 900 agenten.
Op 5 juli 2012 werd de missie middels resolutie 2057 met een jaar verlengd. Op 11 juli 2013 werd ze opnieuw verlengd en in december dat jaar werd met hoogdringendheid resolutie 2132 aangenomen die de missie met 5500 troepen versterkte nadat etnisch geweld was uitgebroken.
Op 12 februari 2016 besloot het kabinet-Rutte II de Nederlandse deelname, die eind februari zou eindigen, met 1 jaar te verlengen.

## Verwijzingen
- Rijksoverheid. Kamerbrief inzake Nederlandse bijdrage aan United Nations Mission in the Republic of South Sudan (UNMISS), 30 september 2011. (pdf).
- (en)  Verenigde Naties. UNMISS United Nations Mission in the Republic of South Sudan (UNMISS)

1. ↑  NRC Handelsblad. Nederland erkent Zuid-Soedan, nieuwe president belooft vrede, 9 juli 2011.
2. ↑  BN DeStem. VN-raad stuurt vredesmacht naar Zuid-Sudan, 8 juli 2011.